# بطولة كرة القدم الألمانية 1961
بطولة كرة القدم الألمانية 1961 (بالألمانية: Deutsche Fußballmeisterschaft 1960/61)‏ هو الموسم 51 من بطولة كرة القدم الألمانية ‏. أقيم خلال الفترة 6 مايو 1961 وحتى 24 يونيو 1961، وأشرف على تنظيمه اتحاد ألمانيا لكرة القدم، وكان عدد الأندية المشاركة فيه 9، وفاز فيه نادي نورنبرغ.